# Wagner Pereira Cardozo
Wagner Pereira Cardozo (São Paulo, 16 oktober 1966), ook wel Amaral genoemd, is een voormalig Braziliaans voetballer.

## Carrière
Amaral speelde tussen 1987 en 2009 voor Comercial, Capivariano, Ituano, Palmeiras, FC Tokyo, Shonan Bellmare, Arte Takasaki en FC Kariya.